# Joan Blaeu
Dr Jan (Joan) Willemsz. Blaeu (Amsterdam, 1598/99 – aldaar, 21 december 1673) was een Nederlandse drukker, jurist, cartograaf en uitgever van vermaarde atlassen.

## Levensloop
Joan Blaeu werd rond 1599 geboren als zoon van Willem Blaeu en Maritgen, dochter van Cornelis uit Uitgeest. Zijn vader, die zich bekwaamde bij de Deense astronoom Tycho Brahe, vestigde zich rond 1600 in Amsterdam als globemaker, drukker, uitgever van landkaarten en uitgever van literair werk van de schrijvers van zijn tijd, waaronder zijn neef P.C. Hooft.
Over de opleiding van Joan Blaeu is niet veel meer bekend dan dat hij in Leiden studeerde en in 1620 tot doctor in de rechten promoveerde. In 1623 stond hij ingeschreven aan de Universiteit van Padua. Joan trouwde met Geertruid Vermeulen. Zij kregen zes kinderen.
Na de dood van Willem Jansz. Blaeu in 1638 zetten Joan en zijn broer Cornelis de zaak voort. Toen Cornelis in 1642 overleed ging Joan alleen verder. In 1651 werd hij lid van de vroedschap van Amsterdam en later benoemd tot schepen. Joan werd in 1658 benoemd tot examinator voor de stuurlieden van de VOC. In 1672 verloor Blaeu zijn zetel in de vroedschap aan een prinsgezinde. Blaeu overleed op 28 december 1673 en werd begraven in de Westerkerk te Amsterdam.

## Uitgaven
In de Atlantis Appendix van 1631 komen we voor het eerst enkele kaarten tegen die mede aan Joan kunnen worden toegeschreven: o.a. Flandriæ Teutonicæ Pars Orientalior & Hollandiæ Pars Septentrionalis
Op de titelpagina van de Atlassen uit 1635 wordt zijn naam ook vermeld. In deze atlassen komen de eerste kaarten voor die alleen door Joan "ondertekend" zijn: onder andere: Thuringia Landgraviatus. Opmerkelijk is dat in een latere versie de naam van Cornelis werd toegevoegd.
In 1649 publiceerde Joan Blaeu het Novum ac Magnum Theatrum Urbium (deel 1: Belgica Libera ac Foederata met Nederlandse steden / deel 2: Belgica Regiae met Vlaamse steden) met plattegronden van de belangrijkste (vesting)steden.
Datzelfde jaar 1649 verscheen ook de Nederlandstalige uitgave Toonneel der Steden van de Vereenighde Nederlanden, Met hare Beſchrijvingen, en Toonneel der Steden van 's Konings Nederlanden, met hare Beschrijvingen (twee delen). De zesdelige Leidse uitgave van Toonneel des Aerdrycks stamt uit 1659. In 1660 overhandigde Johannes Klencke in opdracht van Amsterdamse kooplieden de grootste atlas ter wereld aan Karel II van Engeland.
De in 1662 uitgegeven Atlas Maior, met zeshonderd kaarten, was een van de duurste cartografische uitgaven van de 17e eeuw. Vanaf 1663 verschenen de stedenatlassen van Italië. In 1667 kreeg de firma bezoek van Cosimo III de' Medici, die zich ieder boek over Oost-Indië had laten toesturen en urenlang in de winkel verbleef. Pieter Blaeu, die goed Italiaans sprak, gaf zijn hoge gast een rondleiding door de stad.

## Brand Gravenstraat
22 februari 1672 werd Blaeus werkplaats, zes jaar eerder ondergebracht in een voormalige Latijnse school aan de Gravenstraat te Amsterdam, volledig verwoest door brand. Jan van der Heyden vermeldde de onherstelbare schade en de toedracht. Omdat ene na de andere brandspuit bevroor, werd de brand steeds heviger. Iedereen probeerde zijn goederen in veiligheid te brengen, maar de straatjes lagen vol spuiten, ladders en gereedschappen. Ten slotte zag men van het blussen af en probeerden men de omringende huizen brandvrij te houden. Gravures, boeken, papier, gereedschappen en drukpersen gingen verloren. De schade werd op 382.000 gulden geschat. Niet zijn gehele bezit ging verloren, want Blaeu had nog zijn winkel aan het Rokin en zijn werkplaats aan de Bloemgracht.

## Nageslacht
Willem II Blaeu was de oudste zoon van Joan. Beroepsmatig was hij actief als advocaat en uitgever en in die laatste hoedanigheid werkte hij samen met zijn broers.
De andere twee zonen Joan II Blaeu (1650-1712) en Pieter (1637-1706) volgden Blaeu op in de drukkerij. Hun moeder verkocht de inmiddels wereldberoemde inventaris in gedeeltes. In 1677 was de laatste veiling en de winkel werd in het daaropvolgende jaar verkocht.
In 1684 sloten de beide broers zich aan bij vier andere uitgevers, die katholieke liturgische werken uitgaven. Joan II Blaeu werd in 1690 lid van de vroedschap en twee jaar later verhuisde hij naar Herengracht 541. De werkplaats aan de Bloemgracht werd in 1698 opgeheven. Een deel van de koperplaten kwam in handen van Frederik de Wit en Johannes van Keulen, die de kaarten opnieuw bewerkten en uitgaven. In 1704 werd Joan II benoemd als bewindhebber bij de VOC. In 1708 trad hij uit het boekverkopersgilde en stopte met alle uitgeversactiviteiten.

## Canon van Amsterdam
- De firma Blaeu is venster nummer 18 van de Canon van Amsterdam.

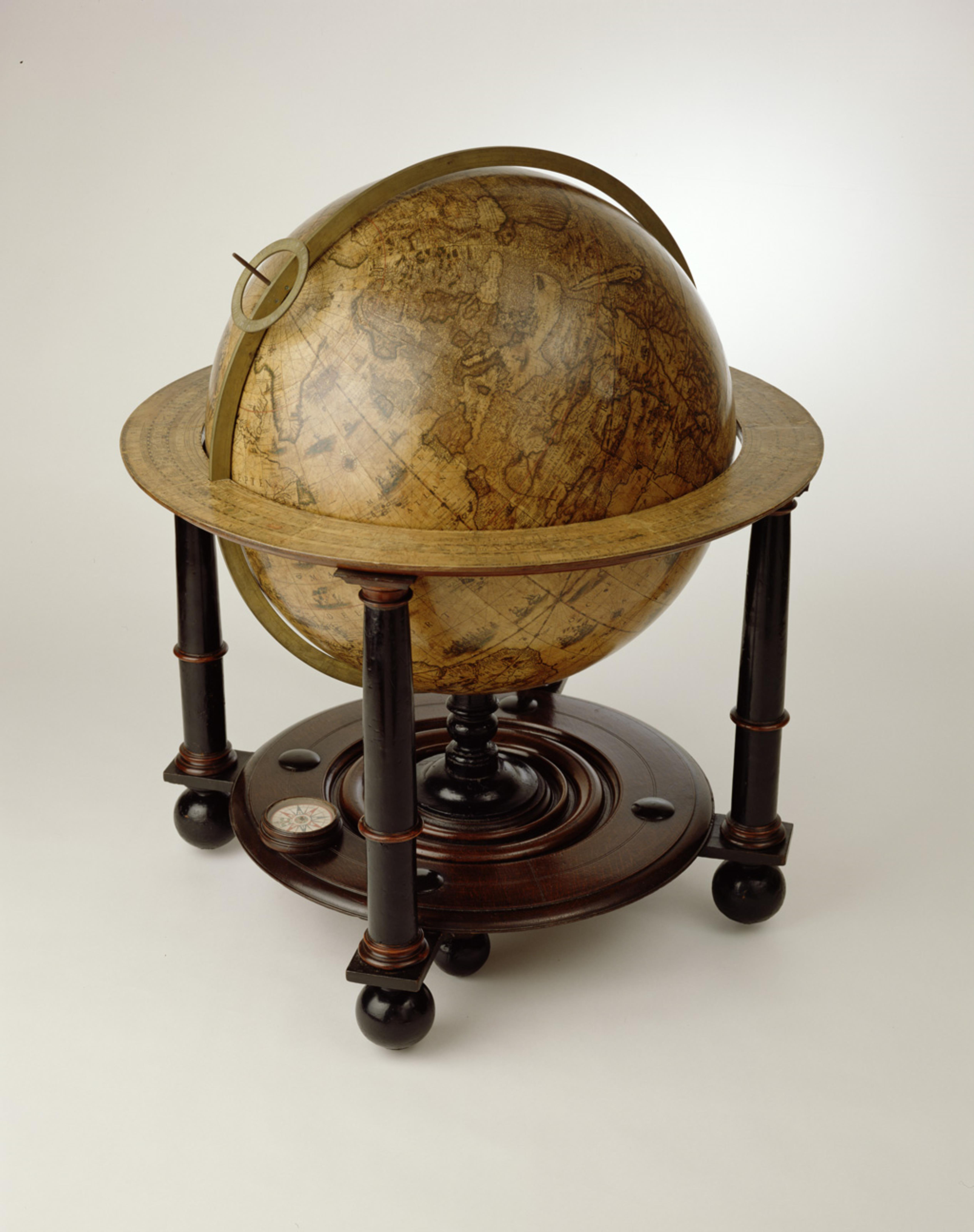
Globe gemaakt door Joan Blaeu
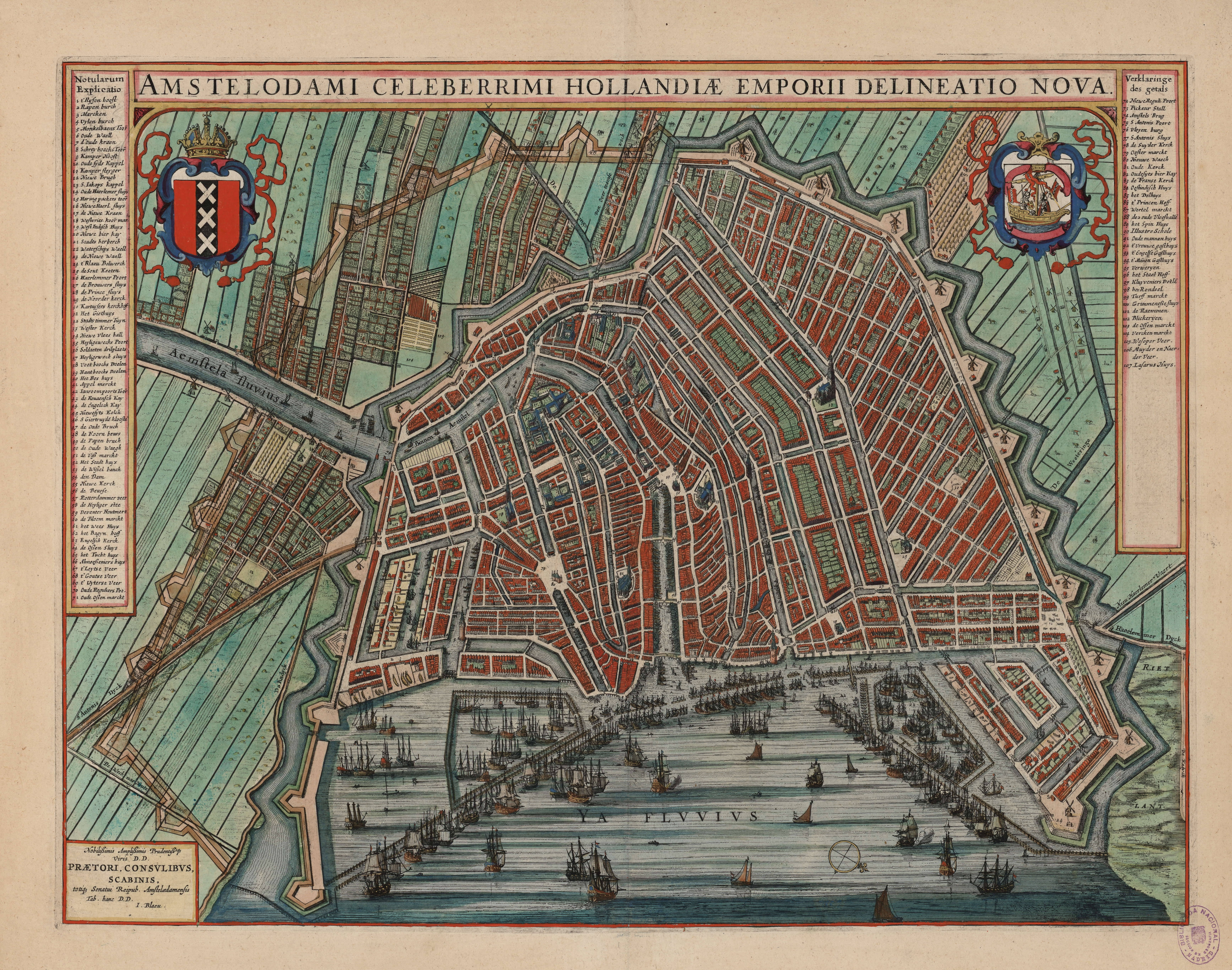
Joan Blaeu's kaart van Amsterdam (1640-52)
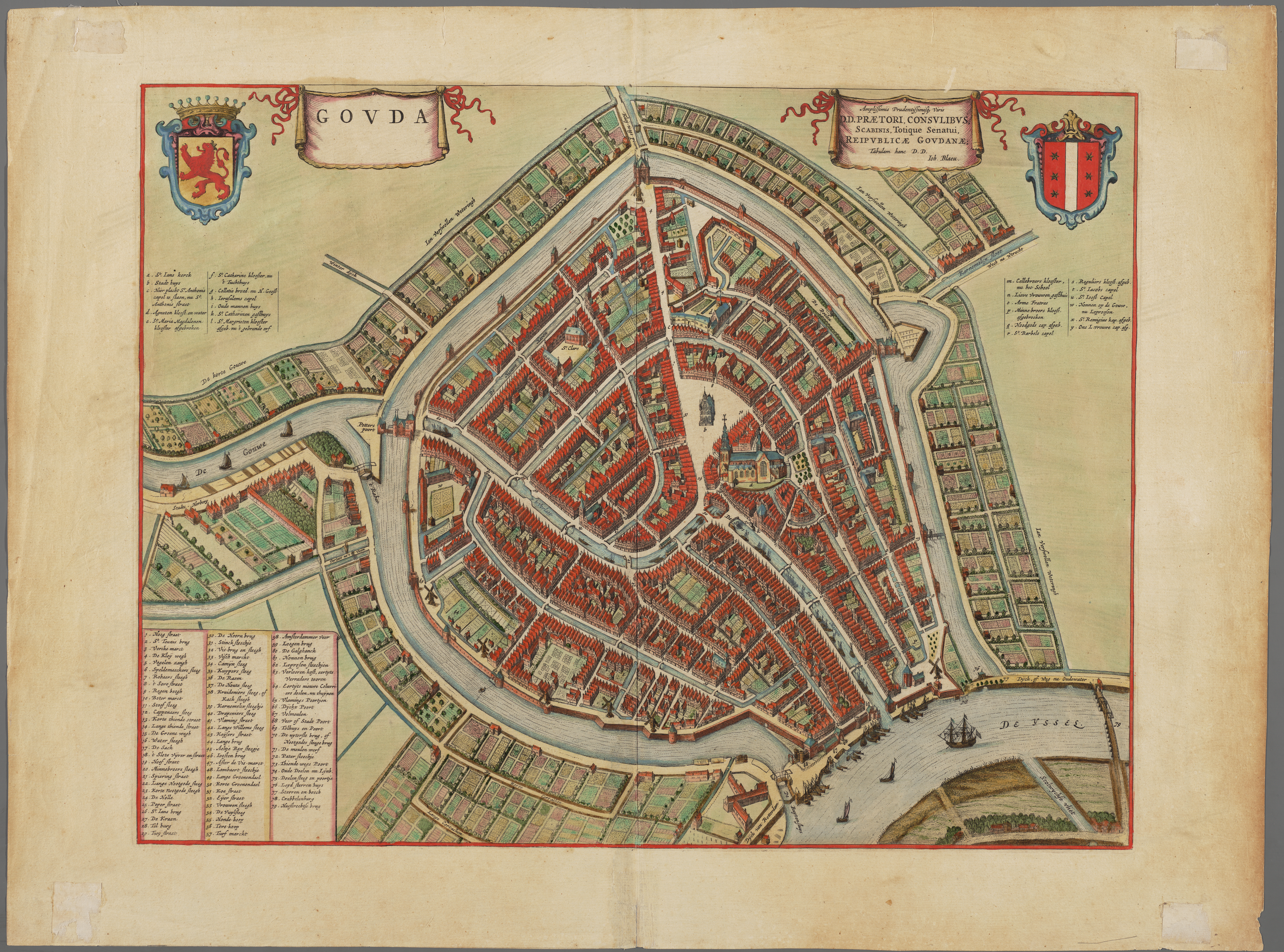
Conservering van 'Archipelagus Orientalis' (1663), de eerste kaart van Nieuw-Holland, het latere Australië, bij de Nationale Bibliotheek aldaar
- Kaart van de binnenstad van Gouda, ca. 1650
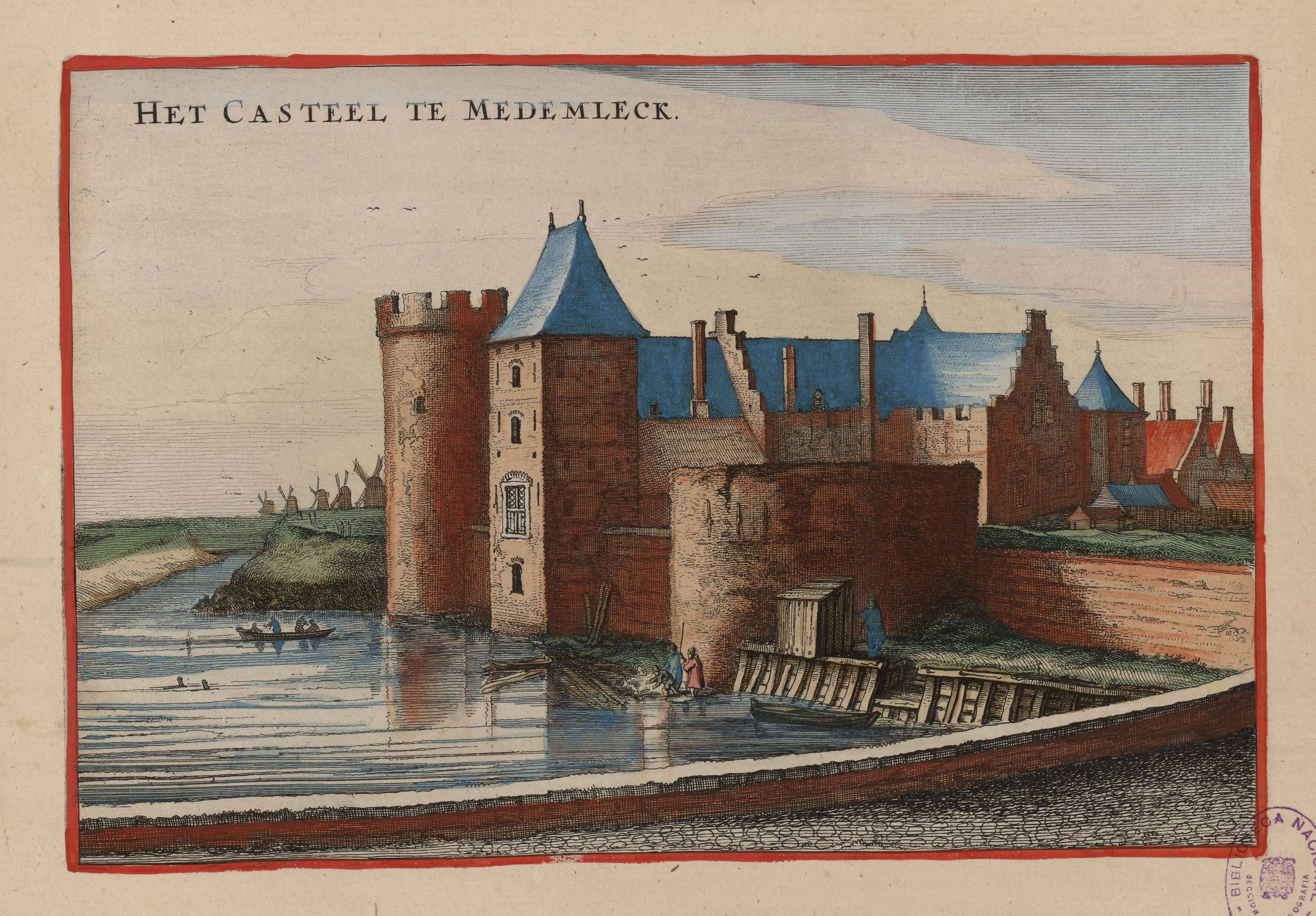
Kasteel te Medemblik, 1649
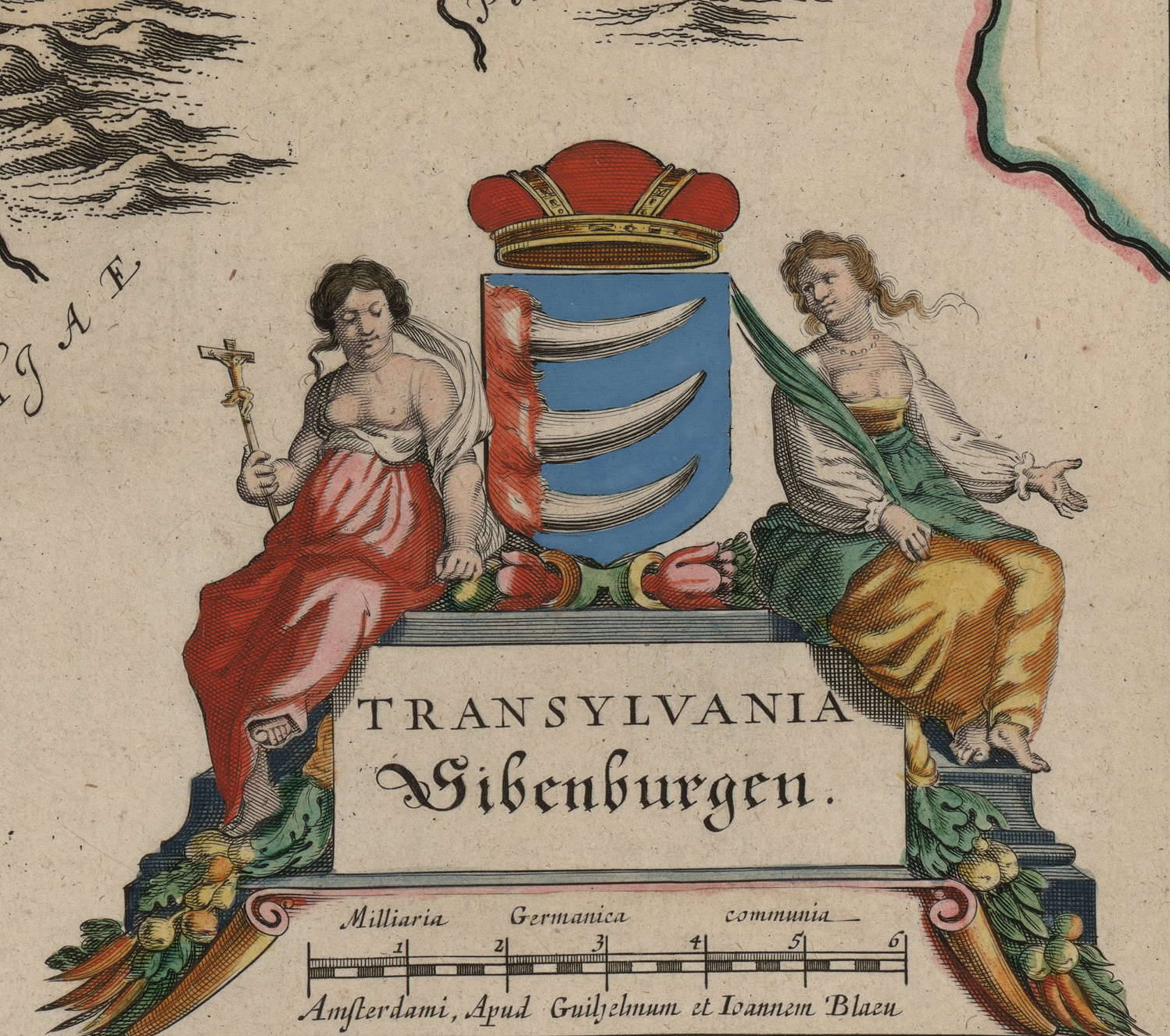
Cartouche Transylvania, 1635

## Afbeeldingen: kaarten & indexen

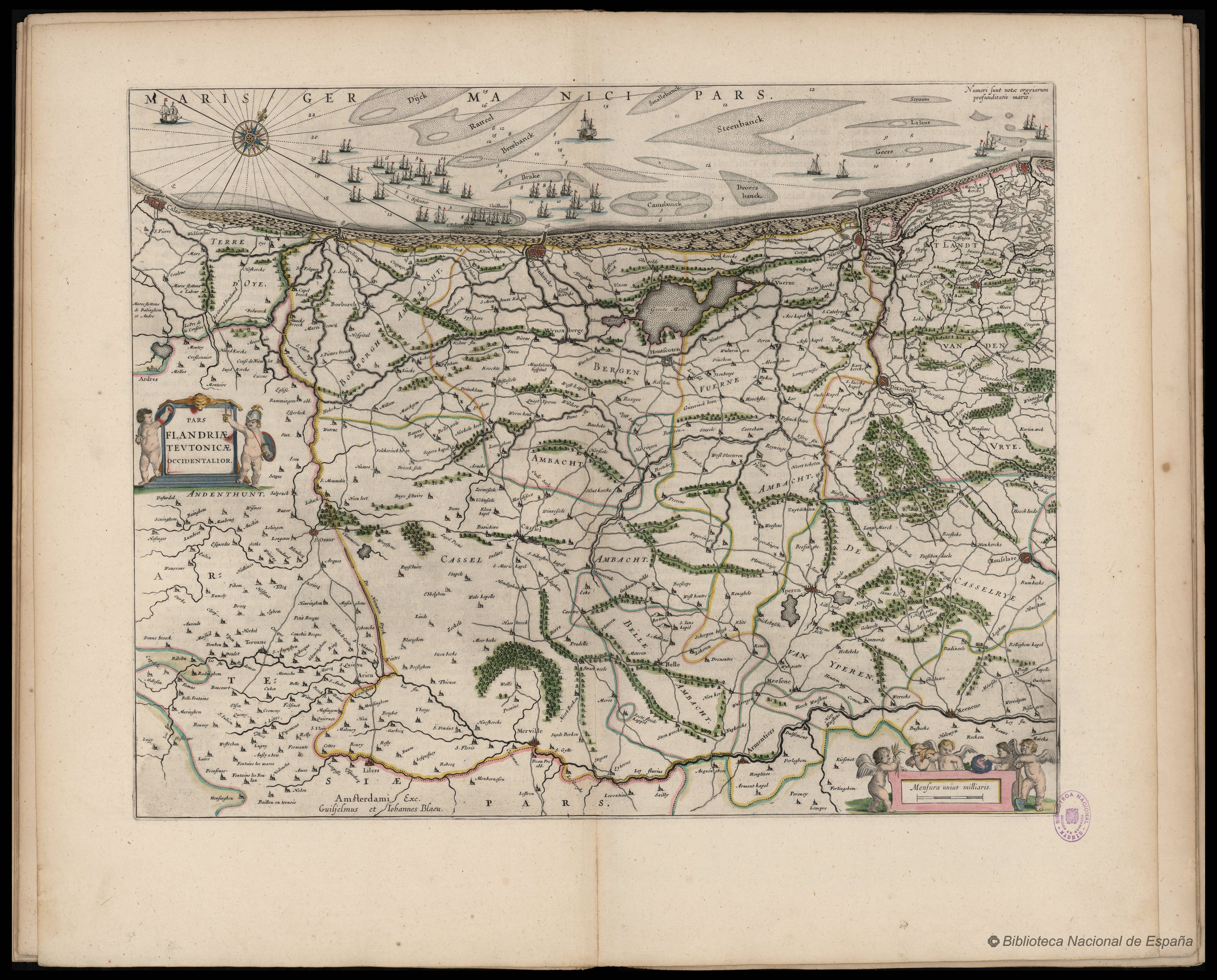
West Vlaanderen (1635)
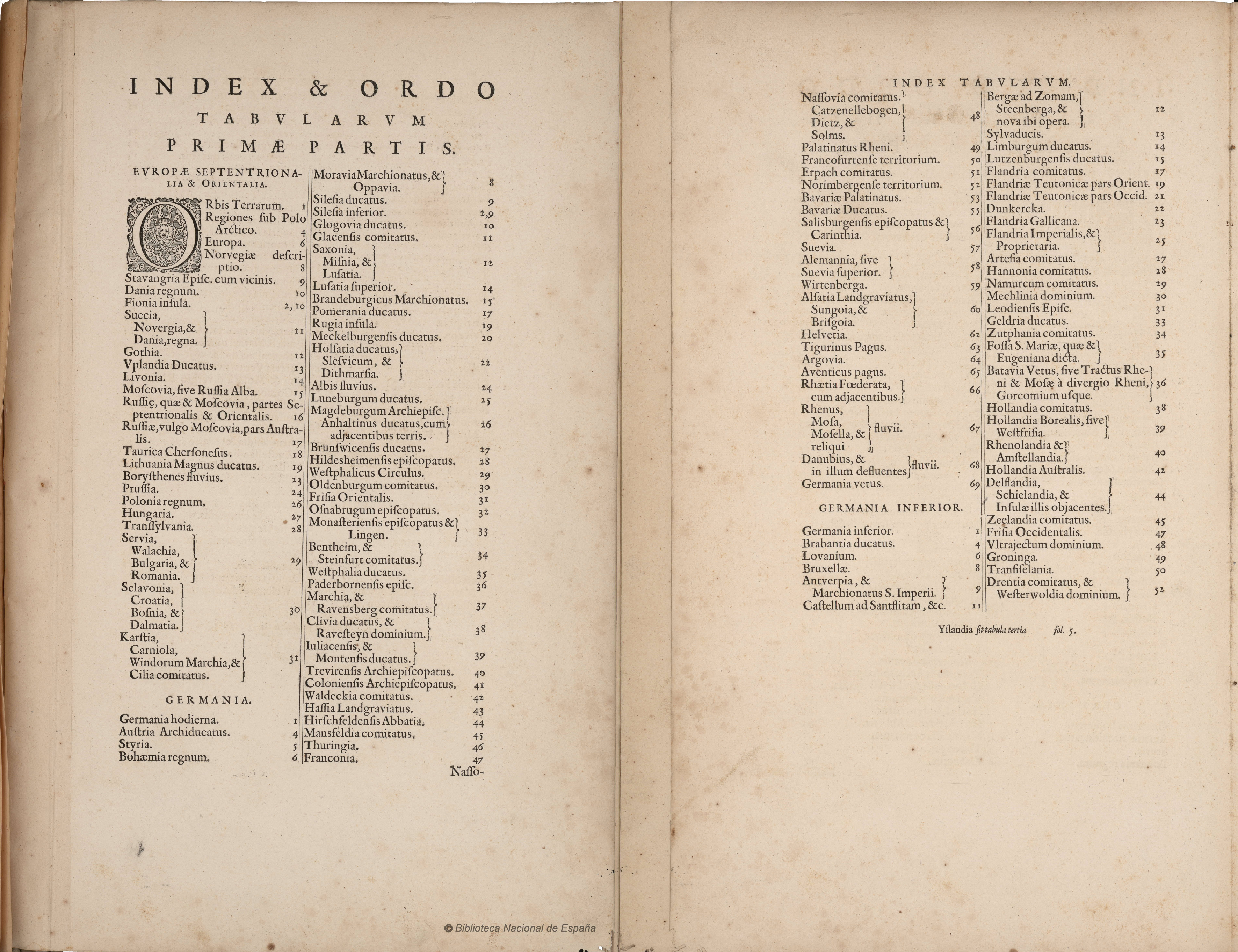
Index Theatrum I (1640)
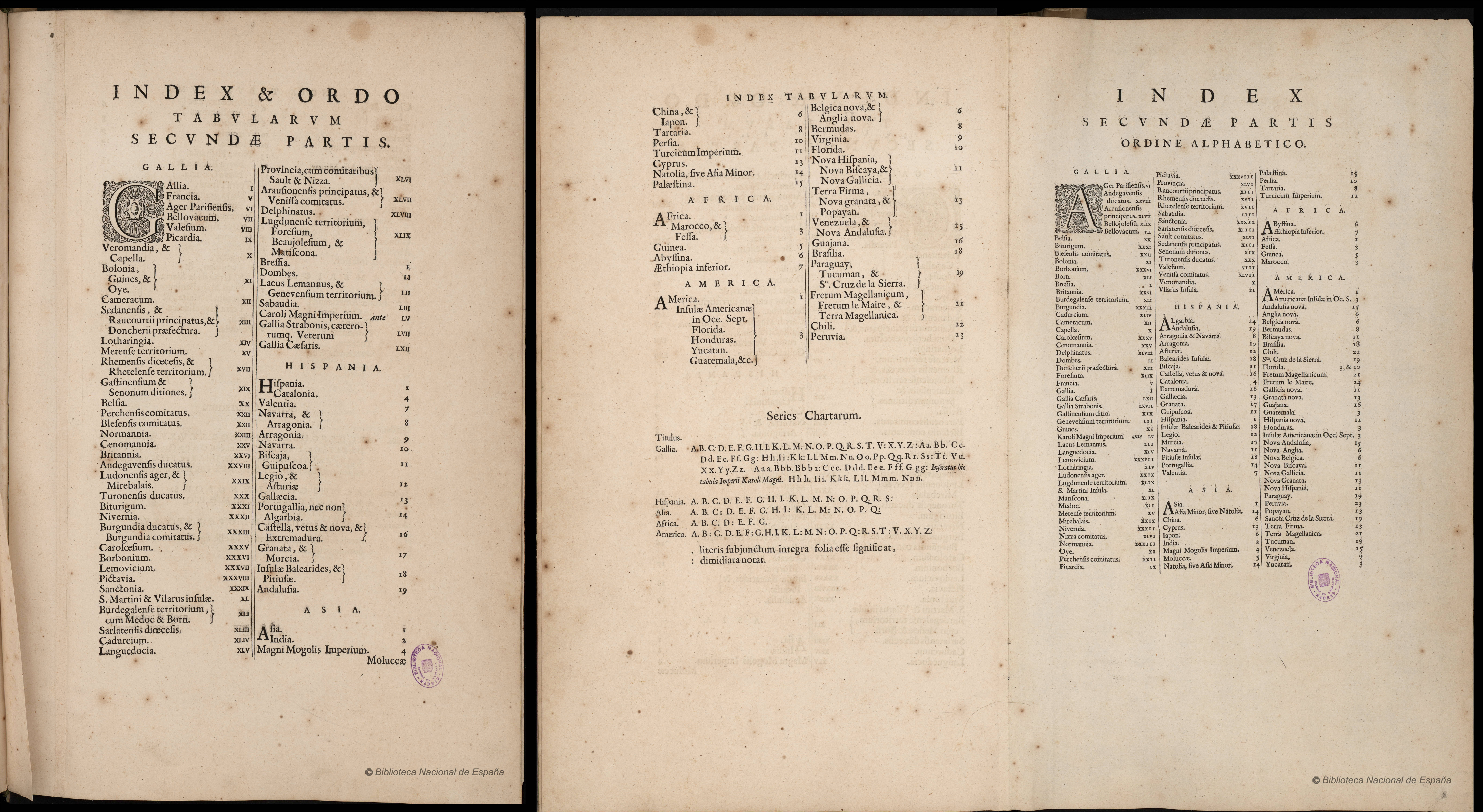
Index Theatrum II (1640)
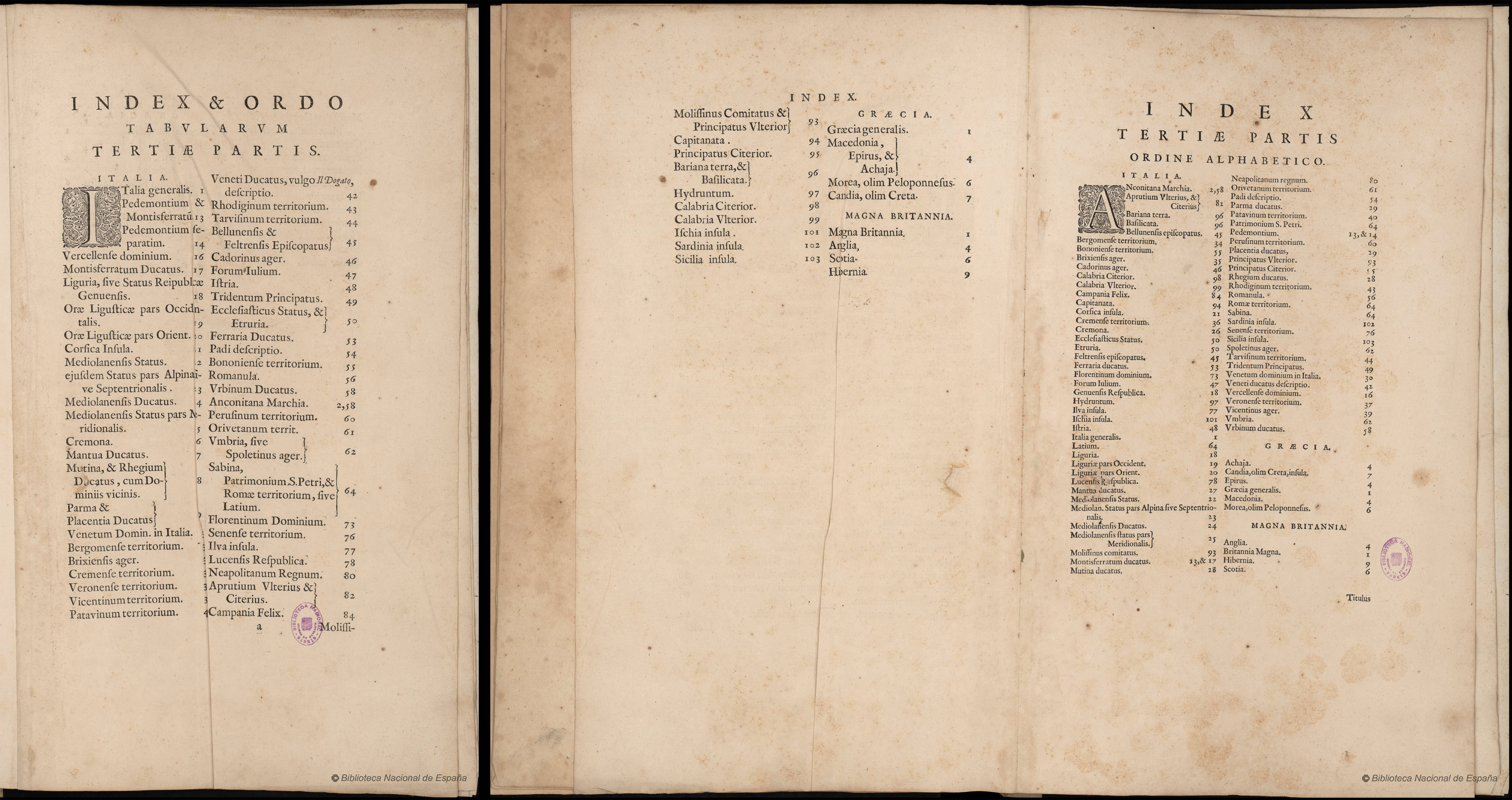
Index Theatrum III (1640)
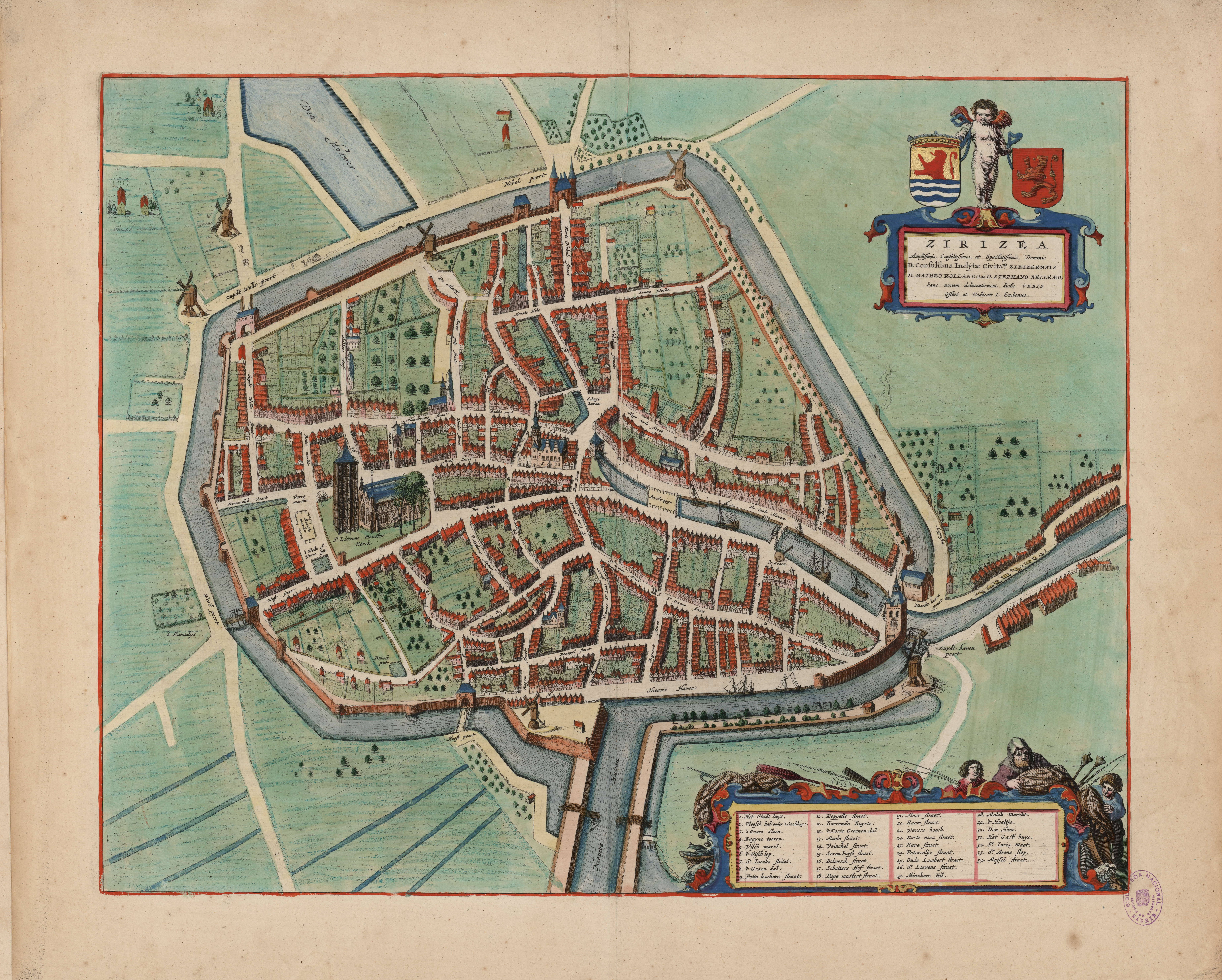
Zierikzee (1649)
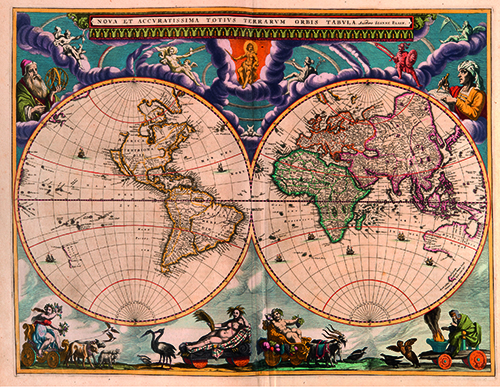
Atlas Maior, 1662, uit de collectie van The Phoebus Foundation
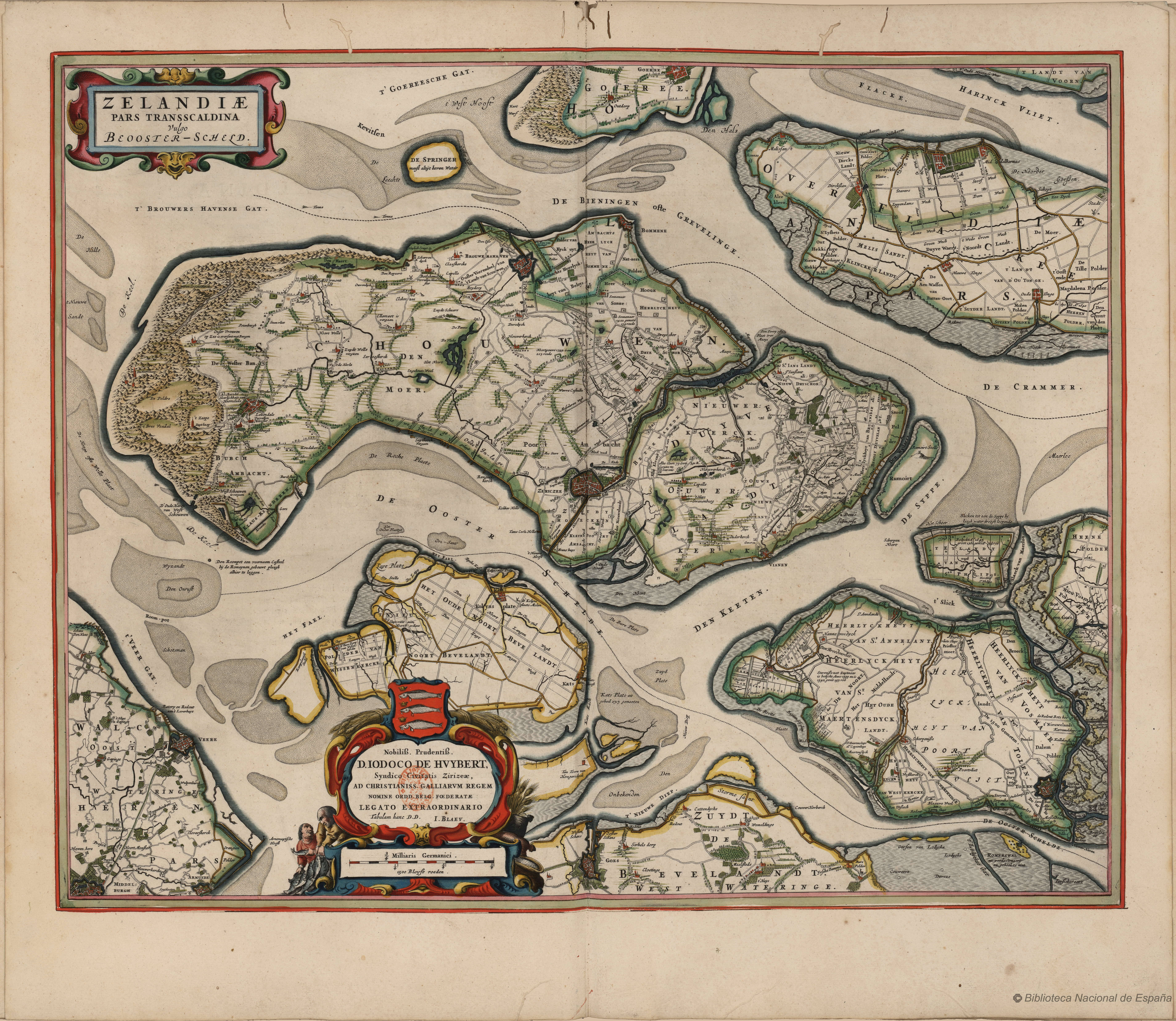
Schouwen-Duiveland (1662)
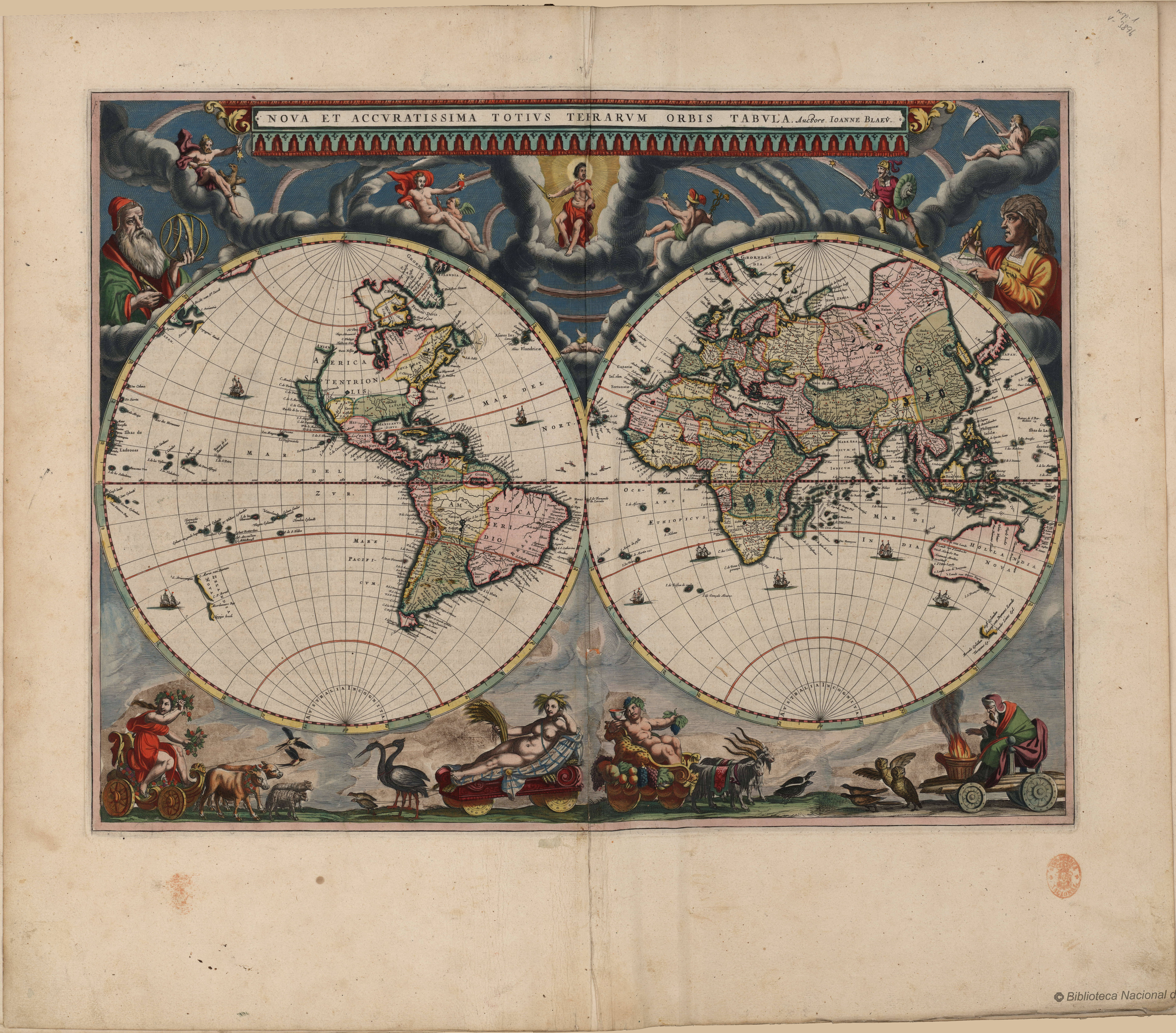
Wereldkaart (1664)
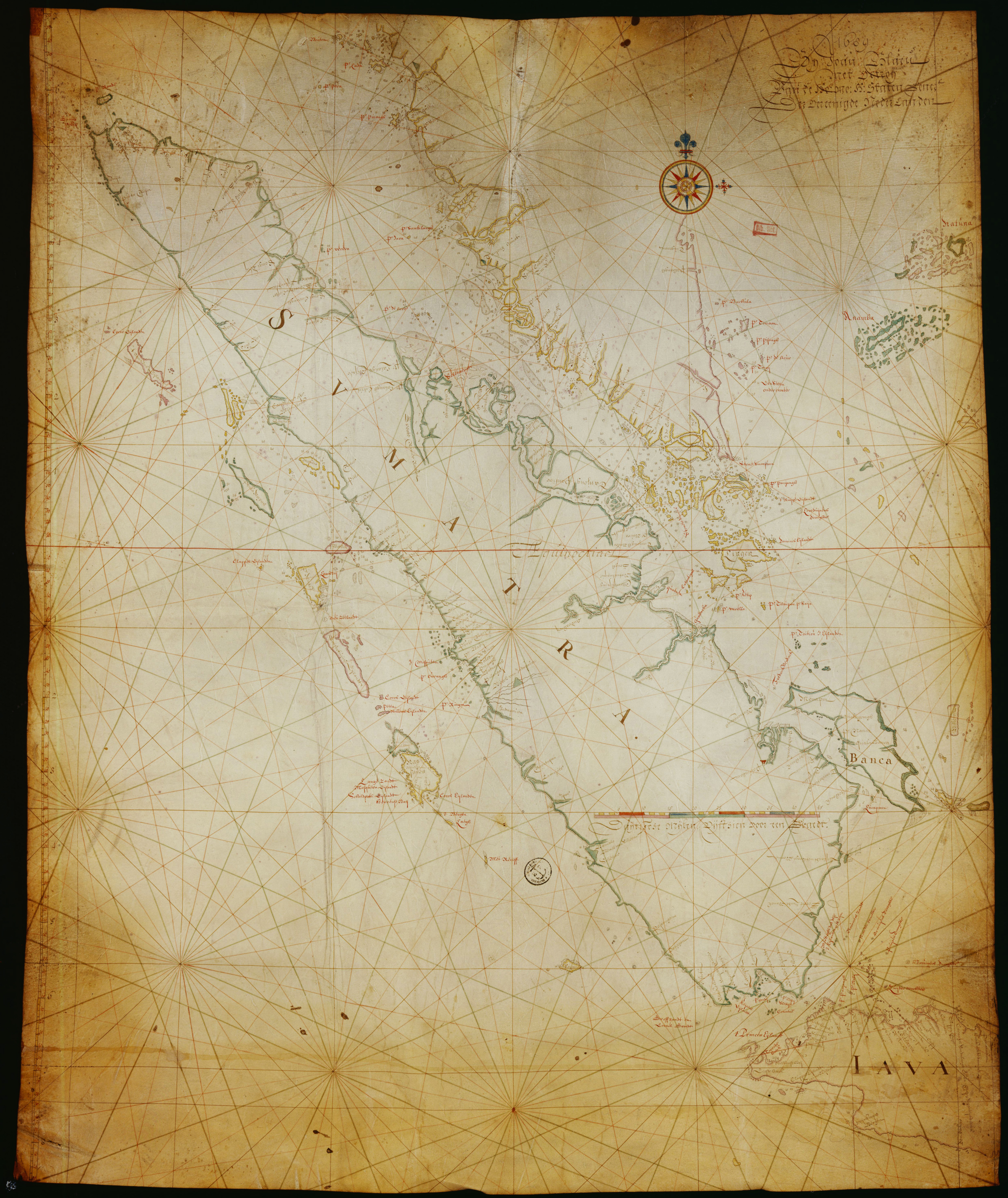
Manuscriptkaart van Sumatra door Joan Jr (1689)
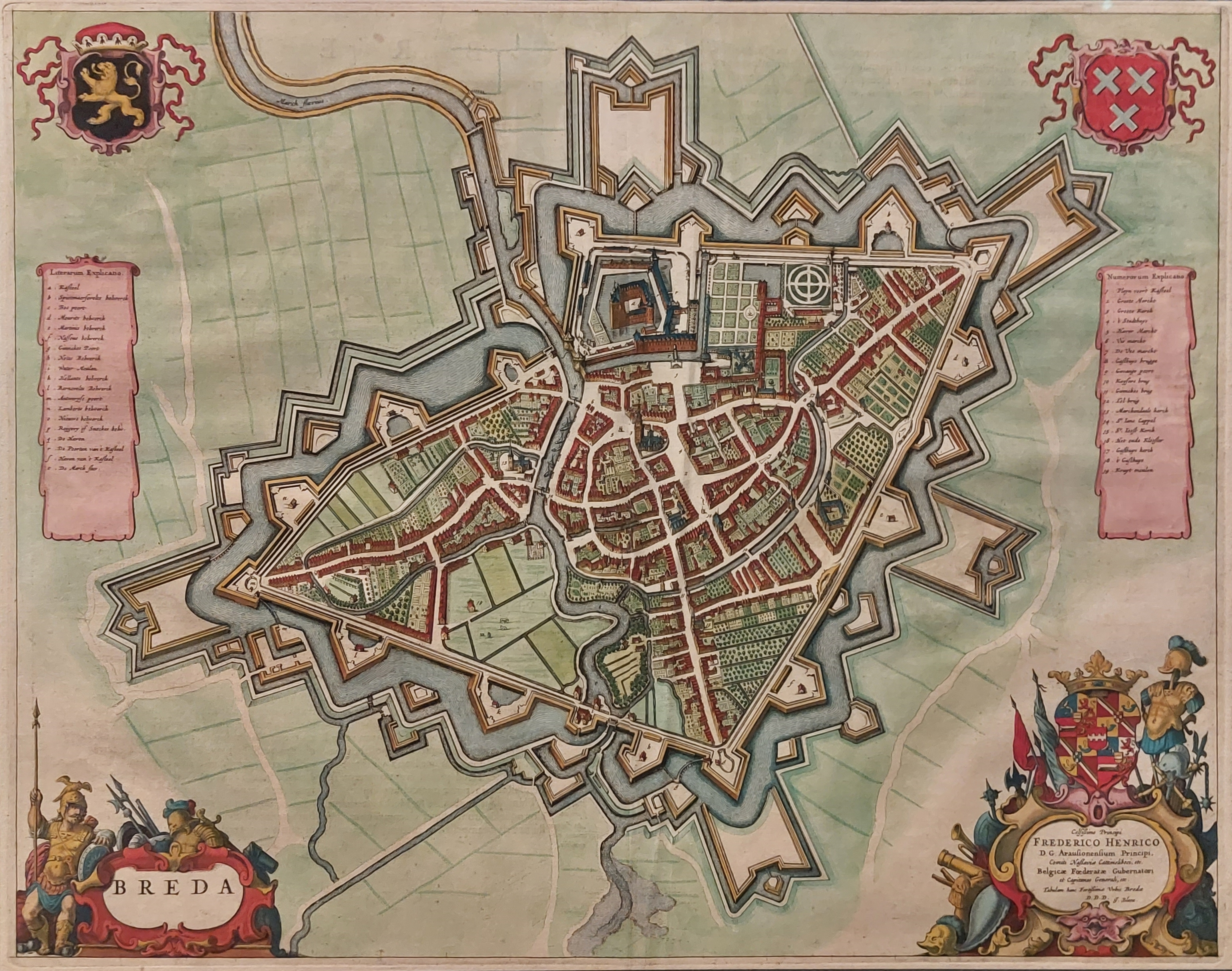
Stadskaart Breda, plattegrond circa 1649. Onderdeel Toonneel der Steden.